# Ahrbergen
Ahrbergen ist eine Ortschaft in der Gemeinde Giesen im Landkreis Hildesheim in Niedersachsen.

## Geschichte
Urkundlich wurde Ahrbergen während der Regierungszeit des Bischofs Hezilo von Hildesheim (1054–1079) erstmals erwähnt. Am 8. Mai 1150 war Cuno von Ahrbergen einer der Zeugen bei der Belehrung des Grafen Hermann II. von Winzenburg durch Bischof Bernhard I. von Hildesheim.
Etwa 1150 wurde die Burg Ahrbergen auf dem heutigen Kirchhügel über der Innerste, durch einen Palisadenzaun geschützt, gebaut. Die Burg bestand rund 200 Jahre. Der alte Ort Ahrbergen lag wahrscheinlich ursprünglich auf einem Hügel nördlich des heutigen Dorfes, worauf die Bezeichnung Hinter dem alten Dorfe hinweist. Außerdem sind noch Reste der alten Landwehr erhalten.
Am 1. März 1974 bildete Ahrbergen mit fünf weiteren Gemeinden die neue Gemeinde Giesen.

## Politik

### Ortsrat
Der Ortsrat, der den Ortsteil Ahrbergen vertritt, setzt sich aus sieben Mitgliedern zusammen. Die Ratsmitglieder werden durch eine Kommunalwahl für jeweils fünf Jahre gewählt.
Bei der Kommunalwahl 2021 ergab sich folgende Sitzverteilung:
| Ortsrat 2021Insgesamt 7 Sitze - SPD: 3 - Grüne: 1 - FDP: 1 - CDU: 2 |

### Ortsbürgermeister
Ortsbürgermeister ist Herbert Pape (SPD).

### Wappen
| Wappen von Ahrbergen | Blasonierung: „Durch eine blaue Schlängellinie geteiltes Wappen. Links auf grünem Berg in Rot ein goldener Turm, rechts auf Gold ein roter Querbalken, belegt mit 3 silbernen Eisenhüten.“ |
| Wappen von Ahrbergen | Wappenbegründung: Das Wappen stellt mit reichem Sinngehalt Geschichte und Lage des Dorfes dar. Wie die breite Schlängellinie das Wappen spaltet, so schneidet auch die Innerste Ahrbergens Feldmark in zwei Teile. Auf der linken Seite des Flusses steht auf einer kleinen, künstlich angelegten Höhe die Kirche. Nach der Chronik ist sie auf dem Platze einer alten Burg erbaut. Ihr Turm wurde 1236 von Bischof Konrad II. als Befestigungsturm errichtet und ist das älteste erhaltene Bauwerk von Ahrbergen. Darum zeigt die linke Wappenhälfte diesen denkwürdigen Turm. Grün wie sprossende Saat ist der überhöhte Grund; der Turm ist golden und rot der Hintergrund. Die rechte Seite ehrt das Andenken an die edelfreie Familie von Depenau. Sie war begütert u. a. in Algermissen, Giesen und Hotteln und besaß auch in Ahrbergen großen Grundbesitz. Daher nannte sich auch um 1175 einer ihrer Sprossen, Cuno oder Cono mit Namen, Herr von Ahrbergen. 1286 starb sie aus. Ob die Herren von Ahrbergen, die im 14. Jahrhundert in Hildesheim als Bürger vorkommen, mit ihr zusammenhängen, ist zweifelhaft. Die von Depenau hatten im Wappen einen Querbalken, der mit drei Eisenhüten belegt war. Dasselbe Wappenbild zeigt heute Ahrbergens Schild in seiner rechten Hälfte. Golden ist der Grund, rot der Querbalken, die Eisenhüte silberfarben. Das Depenausche Wappen rechts im Schild erinnert an Zeit und Sitte der Väter, der Kirchturm an Frömmigkeit und Tugend, die Linie, die den Schild hälftet, an den Heimatfluss, die Farben an die Heimat. |

## Religionen

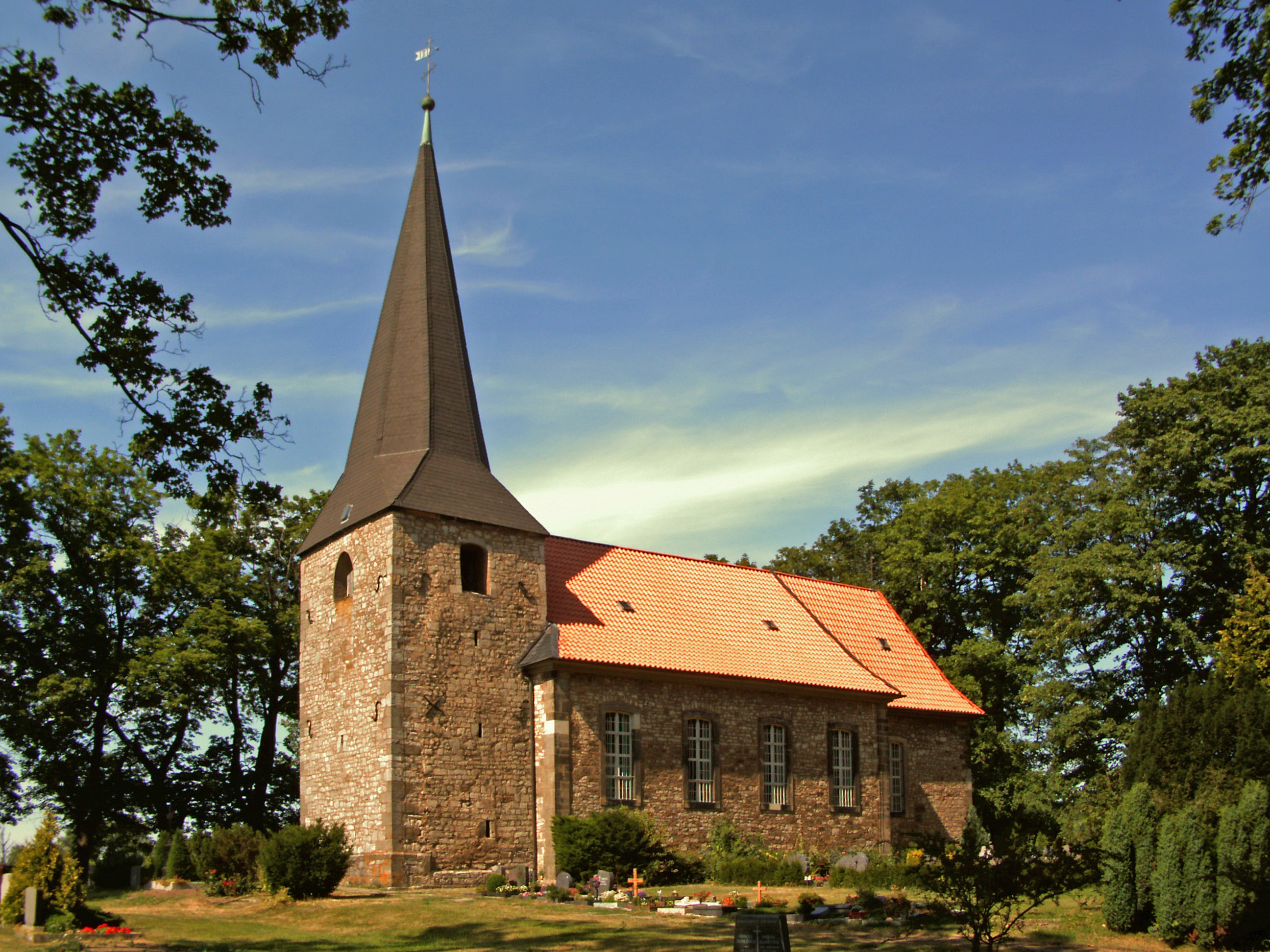
Kirche „St. Peter und Paul“

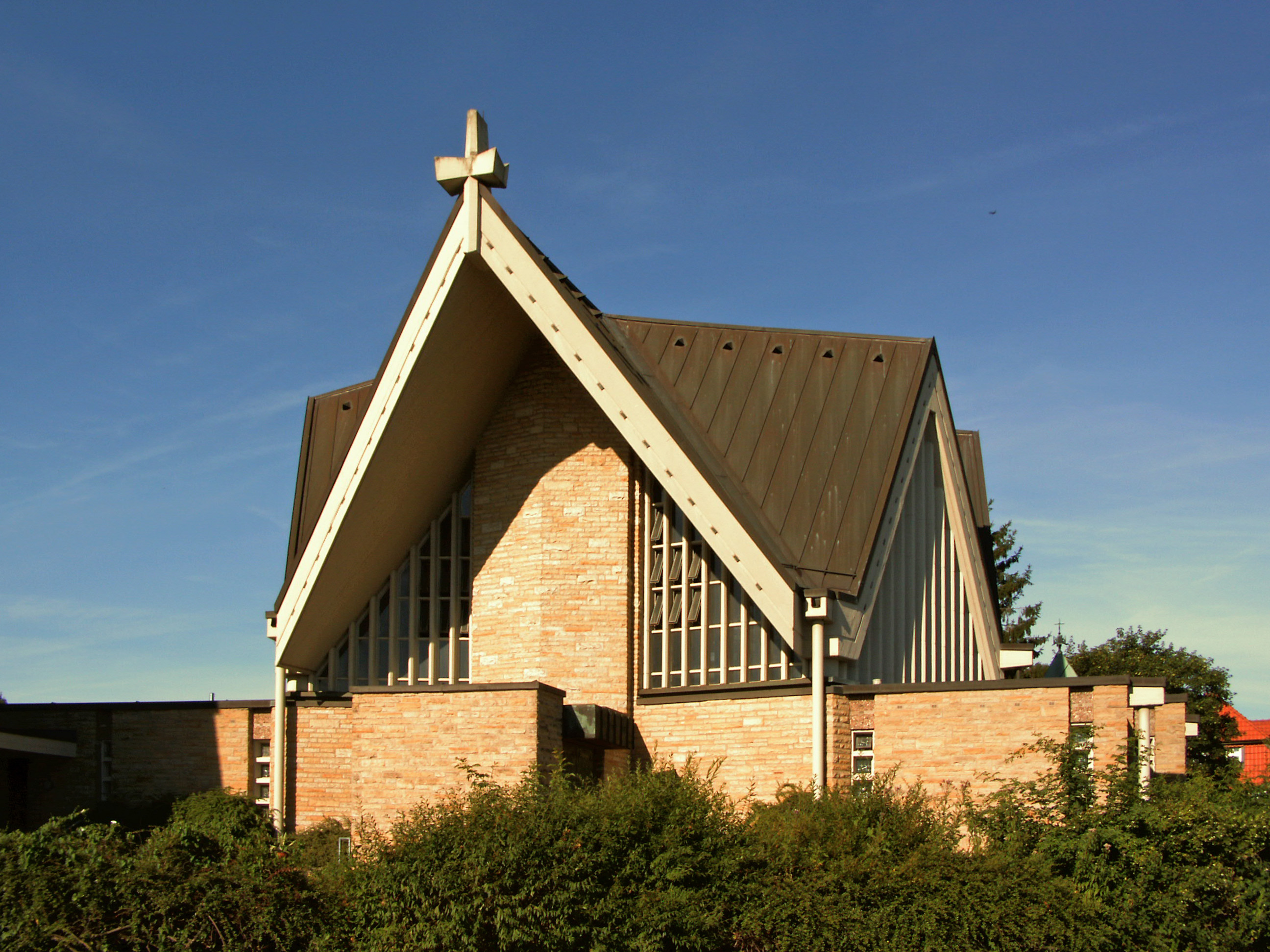
Kirche „Maria Mutter der Kirche“

Die katholische Kirche St. Peter und Paul wurde aus Bruchsteinen erbaut und 1745 fertiggestellt, aus dem gleichen Jahr stammt auch die barocke Ausstattung. Der Westturm mit seinem quadratischen Grundriss wurde bereits um 1200 errichtet. Aufgrund der Lage der Kirche außerhalb des Dorfes und der fehlenden Möglichkeit, sie zu beheizen, wurde zunächst 1872 im Dorf eine Marienkapelle erbaut, die besonders für die Gottesdienste im Winter genutzt wurde. Da die Kapelle baufällig geworden war und ihre Größe nicht mehr für die angewachsene Bevölkerung von Ahrbergen ausreichte, wurde 1968 die im Dorf gelegene Kirche St. Maria, Mutter der Kirche errichtet. Die Kirche Peter und Paul wurde von da an als Friedhofskirche genutzt und die Kirche St. Maria als Pfarrkirche. Die Ahrberger Pfarrgemeinde, die beide Kirchen umfasste, ging am 1. November 2014 in der Pfarrei St. Vitus mit Sitz in Giesen auf. Zuvor bildeten die beiden Ahrberger Kirchen mit den beiden Kirchen in Groß und Klein Giesen bereits einige Jahre lang eine Seelsorgeeinheit. In Ahrbergen befindet sich ferner der katholische Kindergarten Maria Königin in der Marienstraße.
Da sich ab 1945 evangelische Heimatvertriebene im bis dahin überwiegend katholischen Ahrbergen niederließen, wurde 1951 eine evangelisch-lutherische Kapelle errichtet. Nachdem sie 1981 einem Brand zum Opfer gefallen war, wurde 1984 im Kapellenweg eine neue Kapelle errichtet. Seit 1991 wird sie Friedenskirche genannt, und seit 2009 gehört die Kirche zur Kirchengemeinde St. Paulus in Hasede.

## Kultur und Sehenswürdigkeiten
- Auf einer Anhöhe nördlich des Dorfes befindet sich die 1745 fertiggestellte Kirche St. Peter und Paul mit dem Turm aus der Zeit um 1200.[7]
- Am Südrand von Ahrbergen befindet sich die ehemalige Schachtanlage Fürstenhall, in der die deutsche Wehrmacht eine untertägige Heeresmunitionsanstalt betrieb.[8]
- Südlich des Ortes liegt das Naturschutzgebiet „Ahrberger Holz/Groß Förster Holz“ mit einem Auwaldrest im Tal der Innerste.[9]